# Ullbren
Ullbren är en sjö i Lindesbergs kommun i Västmanland och ingår i Norrströms huvudavrinningsområde.